# Regina Lampert
Pour les articles homonymes, voir Lampert.
Œuvres principales
Die Schwabengängerin. Erinnerungen einer jungen Magd aus Vorarlberg 1864-1874 (1996)
Regina Lampert, née le 8 août 1854 à Schnifis et morte le 24 janvier 1942 à Zurich, est une autobiographe autrichienne, puis suisse après son mariage. 
Elle est l'auteur de récits publiés à titre posthume sur sa vie d'enfant de Souabe (de) et de domestique et sur son immigration en Suisse.

## Biographie

### Origines et famille
Regina Lampert naît le 8 août 1854 à Schnifis, dans le Vorarlberg, sous l'empire d'Autriche, au sein d'une famille nombreuse.
Son père se nomme Johann Anton Lampert ; sa mère est née Augustina Rauch. La famille, modeste, vit d'artisanat (boissellerie), de travail à domicile, d'un peu d'agriculture et de travail saisonnier.

### Enfant placée, puis domestique
À partir de 1864, Regina Lampert est placée (louage de travail) plusieurs étés consécutifs dans une ferme à Berg (Ailingen), près de Friedrichshafen, dans le royaume de Wurtemberg. Plus tard, elle travaille comme domestique dans différentes localités du Vorarlberg.

### Immigration en Suisse, mariage et diverses activités
En 1875, elle immigre en Suisse. Elle vit d'abord à Sankt Josefen, localité de la commune de Gaiserwald, dans le canton de Saint-Gall. Elle y seconde son frère, Jakob Lampert, dans son entreprise de construction fondée quelques années auparavant, puis habite à Saint-Gall à partir de 1880. 
Elle épouse en 1881 Benedikt Bernet, originaire de Sirnach en Thurgovie, mécanicien aux Chemins de fer du Nord-Est, avec qui elle a quatre filles. Installée à Zurich à partir de 1893, elle exploite avec son mari une entreprise de construction et gère de l'immobilier. 
Après le décès de son mari en 1899, elle travaille entre autres comme modiste et tient une pension dans son appartement de la Hottingerplatz.

### Mort
Elle meurt le 24 janvier 1942 à Zurich, à l'âge de 87 ans.

## Mémoires
À la fin des années 1920, à l'âge de 75 ans, Regina Lampert commence à consigner ses souvenirs de jeunesse dans des cahiers. Avec un talent de conteuse, un sens de l'observation et une capacité à restituer les atmosphères, elle décrit rétrospectivement les joies et les peines du quotidien en tant qu’enfant de Souabe (de) et domestique dans une société en rapide mutation.
Elle lègue à sa famille les neuf cahiers qu'elle a écrit jusqu'en 1933 (une maladie oculaire fait qu'elle ne peut plus écrire par la suite). À l'initiative d'une de ses petites-filles, le manuscrit, dont l'édition peut être entreprise au milieu des années 1990, est publié en 1996. Le livre connaît plusieurs rééditions et marque le début de l'intérêt du public pour les enfants de Souabe aux XIXe et XXe siècles.
Les mémoires de Regina Lampert sont l'un des rares témoignages d'anciens enfants de Souabe, qui plus est le seul complet et publié. Ses récits autobiographiques, largement diffusés par le biais de différentes expositions et publications sur le travail des enfants et le louage de service, ont fait entrer dans la mémoire collective non seulement Regina Lampert, mais aussi une thématique jusqu'alors méconnue. 

## Hommage posthume
En 1996, une place à son nom, avec une plaque commémorative, est inaugurée dans son village natal de Schnifis.

## Publications posthumes
- (de) Regina Lampert et Bernhard Tschofen (de) (dir.), Die Schwabengängerin. Erinnerungen einer jungen Magd aus Vorarlberg 1864-1874, Zurich, Limmat Verlag (de), 1996, 438 p. (ISBN 3857913010)[2]
- (de) Von der Schwabengängerin zur Lebensmeisterin : Erinnerungen einer starken Frau an ihre Zeit in St. Josefen-Abtwil (CH) 1875-1880, Sankt Josefen, Ortsmuseum Gaiserwald, 2015, 104 p. (ISBN 9783033051584)